# 亨特登縣
亨特登縣（英語：Hunterdon County）是美国新泽西州西部的一個縣，西臨為紐澤西州與宾夕法尼亚州州界的德拉瓦河，面積1,134平方公里。亨特登縣屬於大紐約都會區的邊緣，都市化程度並不明顯，主要為往紐約市與費城上班通勤者的居家地區。縣治弗莱明顿。根據2020年人口普查，人口為12萬8,947人。
該郡1714年3月13日自伯靈頓郡分出，為美國排名第十三富有的郡。縣名來自1710至1719年任紐澤西州州長的羅伯特·亨特（Robert Hunter）。